# Дівчина з палуби
«Дівчина з палуби» (інша назва: «Полундра») — втрачений український радянський художній фільм-драма 1929 року, знятий режисерами Олександром Перегудою і Георгієм Кравченком на Одеській кіностудії (ВУФКУ).

## Історія
Сюжет запозичений з повісті О. С. Новикова-Прибоя «Жінка у морі».
Прем'єра стрічки відбулася: 19.11.1928 у Києві, 11.03.1929 в Москві.

### У ролях
- Мілі Таут-Корсо — Оля, рибачка
- Микола Кучинський — капітан
- Анатолій Сміранін — Смирнов, перший помічник
- Дмитро Кадников — Шатаба, другий помічник
- Іван Маліков-Ельворті — Шпак, матрос-кермовий
- Антон Клименко — матрос
- Микола Савватєєв — матрос
- Арсеній Куц — матрос
- Т. Герасимов — матрос

### Знімальна група
- Режисери — Олександр Перегуда, Георгій Кравченко
- Сценарист — Іван Леонов (фактичний автор сценарію Биззлов, а Леонов розробив сценарій згідно вимог ВУФКУ)[2]
- Оператори — Альберт Кюн, Яків Куліш
- Художники — Сергій Худяков, Володимир Мюллер.[1]

## Сюжет
Матроси великого вітрильника рятують дівчину-рибалку Олю (її баркас затонув у відкритому морі). Дівчина лишається на судні, що йде в далекий рейс. З часом Оля починає виконувати ту ж саму роботу, що й інші матроси, та й під час шторму веде себе як справжній «морський вовк». На здібну дівчину звертає увагу помічник капітана Шатаба, він починає вчити Олю моряцький справі. Присутність дівчини на вітрильникові викликає  розбрат серед команди. Все закінчується миром, коли команда дізнається про щиру взаємну закоханість між Ольгою та помічником капітана. Ольгу відряджають вчитися до мореходного училища. Згодом, після закінчення навчання, дівчина-штурман здійснює свій перший самостійний рейс.